# Aulus Postumi Albí (governador)
Aulus Postumi Albí (llatí: Aulus Postumius Albinus) va ser un magistrat romà del segle i aC. Formava part de la gens Postúmia, una antiga família romana d'origen patrici.
L'any 48 aC Juli Cèsar el va nomenar governador i li va donar el mandat de Sicília.